# A magyar nyelv nagyszótára
A magyar nyelv nagyszótára (röviden Nszt.) a magyar nyelv egynyelvű értelmező szótára, amely mintegy 110 ezer magyar nyelvi címszóban dolgozza fel a magyar szókincset 1772-től 2000-ig (illetve a későbbi köteteknél tovább is), tehát kb. 230 év nyelvhasználatát öleli fel. Kötetei 2006 óta jelennek meg az ábécé betűinek sorrendjében; 2007-ben elnyerte a Kiváló Magyar Szótár díjat. Utolsó  kötetének kiadását 2031-re tervezik, így a magyar nyelvtudomány eddigi legnagyobb szótári vállalkozása.
A záródátum egyúttal 200. évfordulója lesz annak, hogy 1831-ben az Akadémia elődje, a Magyar Tudós Társaság kimondta: legyen magyar nagyszótár. Több jelentős kezdeményezés után (l. alább) 1985-ben új alapokon indult újra az adatgyűjtés az MTA Nyelvtudományi Intézetében, s ezekre építve kezdhették el a konkrét nagyszótár összeállítását Ittzés Nóra főszerkesztő vezetésével.
A szavak feldolgozásának kezdetét (1772) az újmagyar kor kezdetéhez igazították, a lezárást pedig eredetileg 2000-ben határozták meg, azonban a később megjelent szótárakban ezt fokozatosan bővítik 2010-re és tovább, visszamenőleg a korábbi kötetek példaanyagát is kiegészítve.
A szócikkek konkrét, ténylegesen előforduló szövegek alapján készülnek, az összegyűjtött szöveganyag (korpusz) adatainak elemzése nyomán, bőségesen válogatva a legtöbb nyelv- és stílusváltozat szövegeiből. A szöveggyűjtemény három különböző adatbázisból áll: egyrészt a 2005-re összeállított 27,5 millió szövegszavas Magyar Történeti Korpuszból, másrészt a 19. század végétől gyűjtött 5-6 milliós archivális cédulaanyagból, harmadrészt pedig egy több százmillió szóból álló CD-s szöveggyűjteményből.
A nagyszótár nem pusztán szavak, hanem lexémák feldolgozására törekszik: ez utóbbiakba az állandósult szókapcsolatok (értelmezett szókapcsolatok, idiómák, frazémák) is beletartoznak (a szólások, szóláshasonlatok, közmondások bemutatásáról a szerkesztőknek le kellett mondaniuk).
A 2017-ig megjelent kötetek átlagát véve egy kötet kb. háromezer szócikket tartalmaz, szócikkenként átlagosan több mint tíz példamondattal. Ez alól kivétel az első kötet, a segédletek (bibliográfia, névlista, paradigmatáblák stb.).

## Anyaga az interneten
A nagyszótár 2017. február 1-jétől ingyenesen elérhető az interneten, az eddigi nyomtatott kötetek teljes anyagával, egységesen kereshető formátumban. Az online szótár használatát dinamikus súgó könnyíti meg, és a szócikkeken keresztül közvetlenül hozzá lehet férni a szótár alapjául szolgáló nyelvi adatbázisokhoz is. A szótár internetes kiadását folyamatosan frissíteni és bővíteni tervezik az újabb, nyomtatott kötetek tartalmával.

## Eddig megjelent kötetei
1. segédletek (2006, 1119 o.)
2. A–azsúroz (2006, 1550 o.)
3. B–bes (2011, 1039 o.)
4. Besz–by (2011, 1020 o.)
5. C–dézs (2013, 1247 o.)
6. Di–ek (2017, 980 o.)
7. El–elz (2018, 1206 o.)
8. Em–ez (2021, 1021 o.)

## A magyar nyelv jelentősebb más szótárai
- A magyar nyelv szótára, népszerű nevén „a Czuczor–Fogarasi” (1862–1874)
- A magyar nyelv teljes szótára, szerk. Ballagi Mór (I–II., 1868–73)
- A magyar nyelv értelmező szótára (hét kötetben, 1959–1962)
- Magyar értelmező kéziszótár (1972, átdolgozva: 2003)
- A magyar nyelv történeti-etimológiai szótára 1–4. (1967–1984)
- Etymologisches Wörterbuch des Ungarischen I–II. (1993–1995, + mutató: 1997)[6]
- Új magyar tájszótár 1–5. (1979–2010)
- Új magyar etimológiai szótár[7] (online: 2022)